# Knut (Adelsgeschlechter)
Knut, auch Knuth, Knuthen oder Knauth geschrieben, ist der Name mehrerer, meist im norddeutschen Raum vorkommender Adelsgeschlechter, die wohl nur teilweise wappen- oder auch stammverwandt sind.

## Geschlechter

### Knuth (Mecklenburg und Dänemark)
Die Knuths in Mecklenburg und Dänemark entstammen dem mecklenburgischen Uradel und finden zum ersten Mal im 13. Jahrhundert Erwähnung. Besonders in Dänemark haben sie einige bedeutende Politiker und Beamte hervorgebracht, darunter den ersten dänischen Außenminister, Frederik Marcus Knuth. Der Stammvater der mecklenburgischen Knuths, Heinrich II. Knuth, war der Bruder des pommerschen Stammvaters Christopherus.

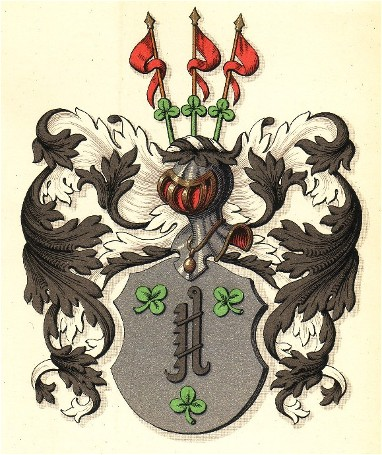
Wappen der mecklenburgisch-dänischen Knuth

### Knuth (Pommern)
Diese Familie Knuth war zu Wangeritz im Kreis Naugard schon zu Anfang des 16. Jahrhunderts begütert. Mit dem brandenburgischen Obristwachtmeister Henning von Knuth († 1693) soll das Geschlecht bereits seinen Ausgang gefunden haben. Gelegentlich wird die Familie im Güterbesitz, beispielsweise zu Klein Weckow oder Koppelin mit der nachstehenden vermengt.
Der Stammvater der pommerschen Knuths, Christopherus, war der Bruder des Stammvaters der mecklenburgischen Knuths.
Das Wappen zeigt in Silber zwei ins Andreaskreuz gestellte Kesselhaken.

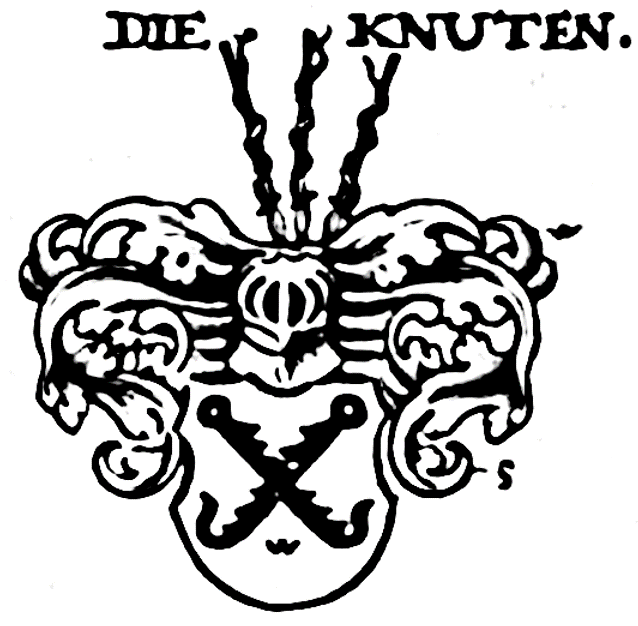
Wappen der Knuten (Pommern) in Siebmachers Wappenbuch
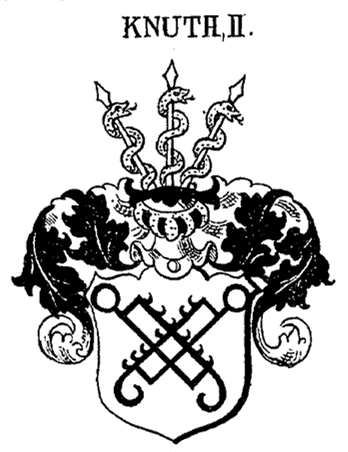
Wappen derer von Knuth (Pommern) in Siebmachers Wappenbuch

### Knut (Hinterpommern)
Diese Familie erscheint zuerst 1307 mit Hermannus Knut als Urkundenzeuge.
Die ältesten Güter des Geschlechts waren schon 1378 bis 1687 Gieskow im Kreis Fürstenthum sowie im 15. Jahrhundert Hof und Schwenz im Kreis Greifenberg, ferner 1504 bis 1763 Koplin im Kreis Cammin, sowie ab 1618 Morgow, 1589 und 1618 Denthin und Nemitz.
Mit dem preußischen Hauptmann Caspar Henning von Knut († 1762/1763) ist die Familie im Mannesstamm erloschen. Als Erbe trat sein Schwiegersohn, der preußische Hauptmann Bernhard Ludwig von Plötz die Lehnsnachfolge an.
Das Wappen zeigt in Blau einen goldenen Deckelpokal. Auf dem Helm, mit blau-goldenen Decken, über drei roten Rosen drei Straußenfedern (blau-gold-blau).

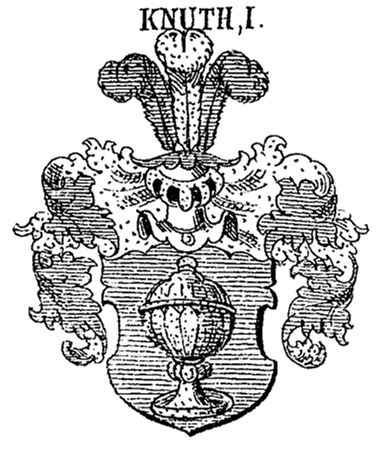
Wappen der Knuth (Hinterpommern) in Siebmachers Wappenbuch

Ein weiteres gleichnamiges Adelsgeschlecht, das in Pommern selbst seine Heimat hat, ist ab 1523 mit Clawes Knuth to Gutzemyn nachzuweisen. Der Familie gehörte Gutzmin und Zeblin im Kreis Cammin. Gutzmin und Lubow gingen käuflich an die Natzmer. zu Anfang des 16. Jahrhunderts besaß die Familie auch Latzig im Kreis Belgard schon. Hier traten sie augenscheinlich als Aftervasallen der Podewils auf, die dort auch ihre Lehnsnachfolger waren. Das Geschlecht ist nach 1629, aber noch vor 1660 erloschen.

### Knut (Neumark)
Die Knut bzw. Knuth in der Neumark werden ab 1680 bis ins 20. Jahrhundert erwähnt.
Das silberne, rot gerandete Schild zeigt über einem silber-rot gerautetem Schildfuß einen roten, zweischwänzigen, goldgekrönten und bewehrten Löwe, der in der rechten Pranke ein silbernes Schwert, in der linken ein goldenes Doppelkreuz hält. Wappenspruch: „SI DEUS PRO NOBIS QUIS CONTRA NOS“ „Ist Gott für uns, wer mag wider uns sein?“
Das Wappen ist von Silber, Rot und Blau geteilt. Auf dem Helm drei aufgerollte Fahnen (weiß-rot-blau).

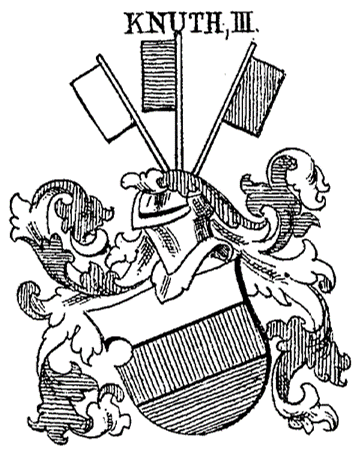
Wappen der Knuth (Neumark) in Siebmachers Wappenbuch

### Knut (Brandenburg)
Diese vermutlich briefadlige Familie, die sich auch Knaut(h) schreibt, erscheint im 18. Jahrhundert als Besitzer von Anteil Cantow bei Ruppin.
Das Wappen zeigt in Silber einen schwarzen Balken mit einem nach unten gekehrten Bügel. Darüber ein gekrönter preußischer Adler mit zum Fluge erhobenen Schwingen.

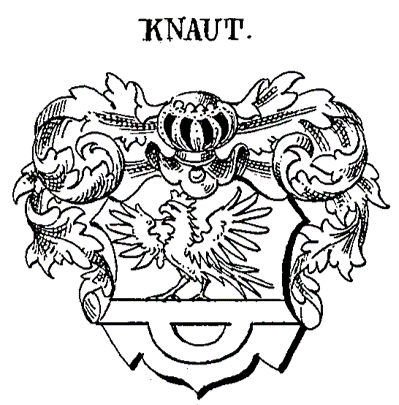
Wappen der Knaut (Brandenburg) in Siebmachers Wappenbuch

### Knut (Polen und Preußen)
Die Brüder Kaspar und Peter Knuth, Gutsherrn auf Sebelino, erhielten 1502 die Starostei Hammerstein bei Schlochau, Kaspar wurde im Jahr 1504 unter den königlichen Höflingen genannt. In Preußen wurden die Knut auch 1550 erwähnt und waren dort später in militärischen Diensten. Samuel Knut war im Jahr 1609 Domherr im Ermland.
Ein Zweig schrieb sich auch „z Giemel“. Justyna z Giemel-Knut, war in erster Ehe mit dem Woiwoden von Kulm, Ludwik von Mortangen, in zweiter Ehe mit einem Herrn Kuczborski des Wappens Ogończyk II und in dritter Ehe dem Starost von Pokrzywno und späteren Woiwoden von Kulm Jan Działyński des Wappens Ogończyk (* 1590; † 1648), vermählt. Gemeinsam mit ihrem letzten Gatten gründete sie 1631 das Benediktinerinnenkloster von Graudenz, dessen erste Nonne Dorota Knut († 1641) war. Sie stifteten in Graudenz ebenfalls gemeinsam die Jesuitenkirche. 1798 waren die Knut zu Czersk begütert und führten 1825 den Adelsnachweis.
Das Wappen zeigt im gestürzten Deichselschnitt bzw. Schächerkreuz geteilt in jedem Teil eine Lilie.

### Knut (Baltikum)
Die Knut, auch Knaut geschrieben, kamen im Baltikum, insbesondere in Riga, Livland und vor.
Das Wappen zeigt in Grün einen silbernen, rot gezungten und goldbewehrten Greif mit unterschlagenen Schweife.

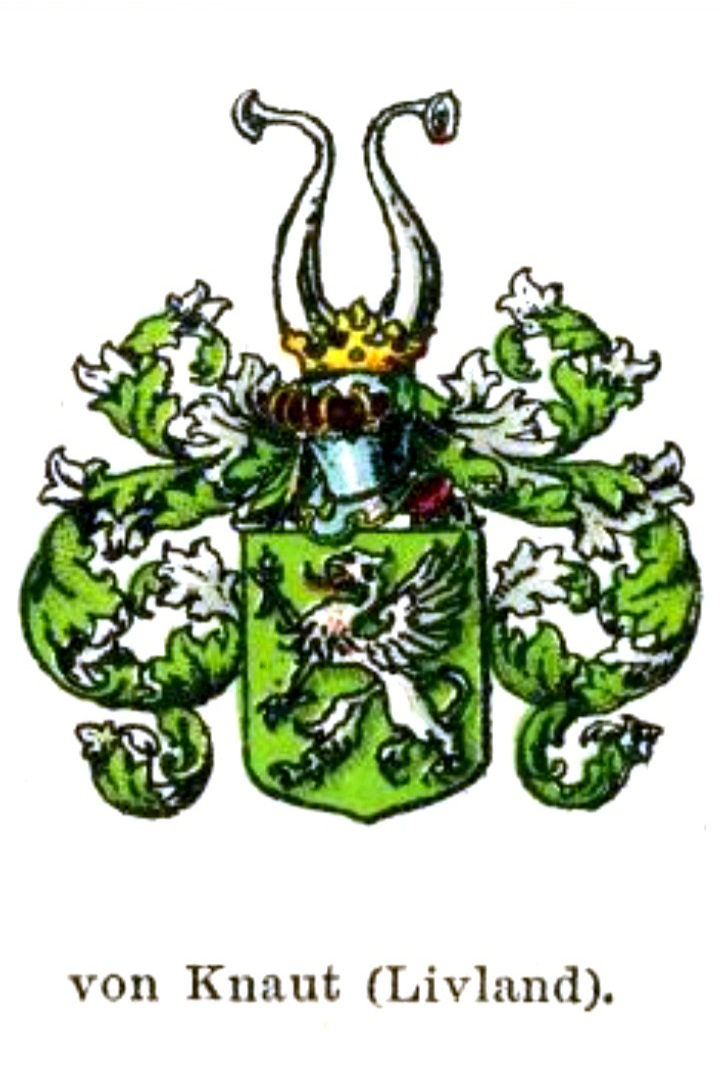
Wappen derer von Knaut (Livland)

### Knut (Sachsen)
Die Knut auch Knaut, Knauten geschrieben, sollen im Altenburgischen ansässig gewesen sein, worüber aber Nachrichten fehlen.
Das Wappen zeigt in Rot drei silberne goldbeschlagene ins Schächerkreuz gesetzte an den Mundstücken zusammenlaufende Hifthörner (Jagdhörner) mit überschlungenem Band.

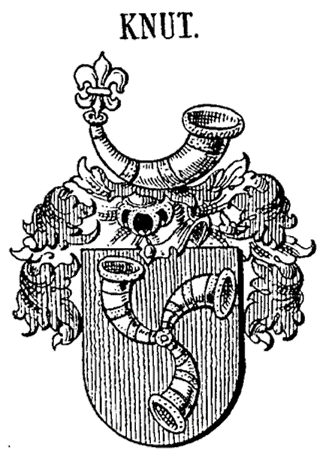
Wappen der Knut (Sachsen)

### Knut (Thüringen)
Die Knut, Knuth, auch Knaut(h), in der Mehrzahl Knutonen geschrieben sind ein uradliges Geschlecht in Thüringen und Sachsen. 1140 erstmals mit Hainrich Knot urkundlich und 1174 in Merseburger Urkunden erwähnt. Hans Knauth, ein Vertreter dieser Linie, war Ritter, Amtmann von Sangerhausen und Lehnsmann der Grafen zu Stolberg. Im 15. Jahrhundert ist die Linie der Knut und im 17. Jahrhundert die daraus abstammende Linie Knaut erloschen.
Wappen ist von Silber und Schwarz drei- oder viermal geteilt.

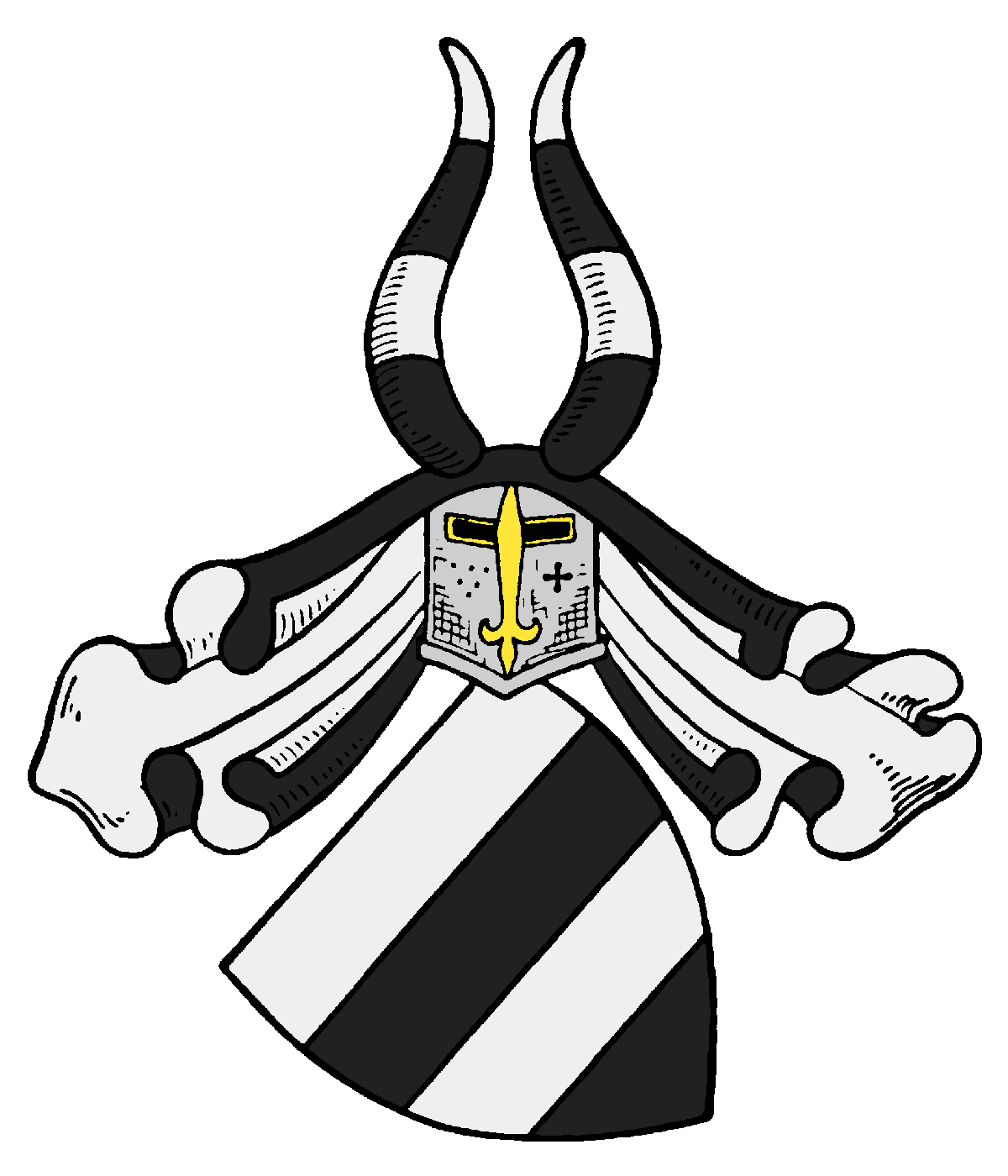
Wappen der Knutonen
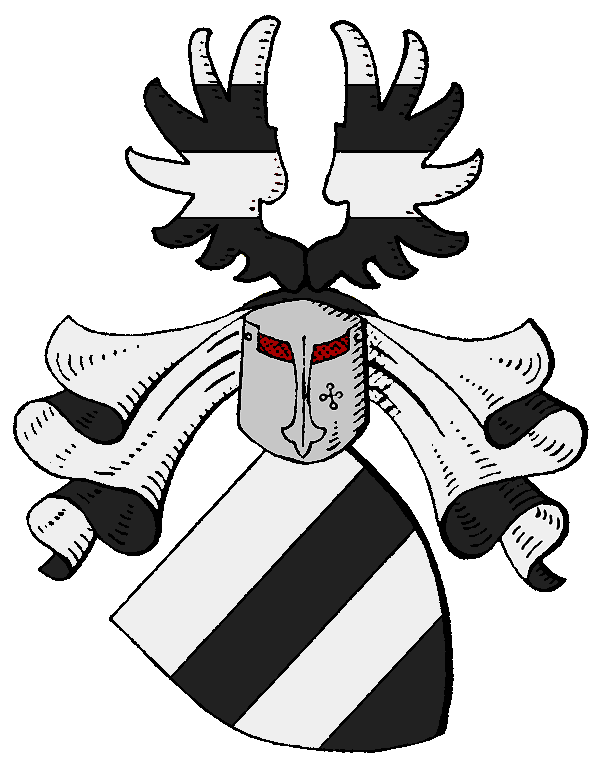
Wappenvariante der Knutonen mit Flug
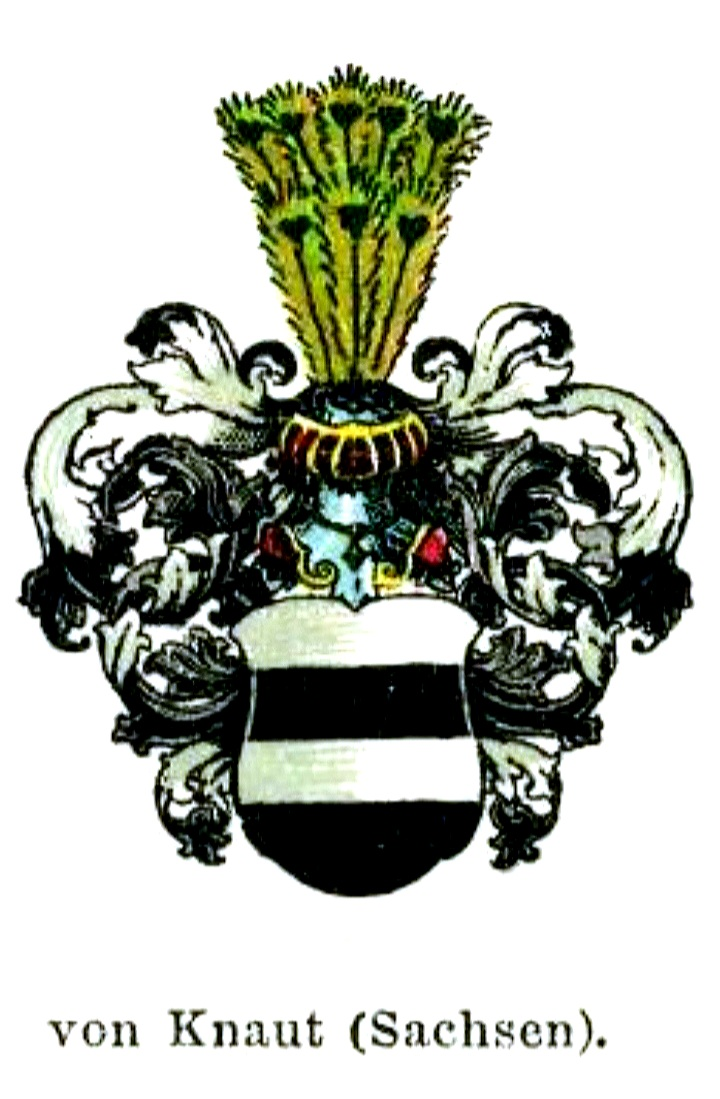
Wappenvariante der sächsischen Linie Knaut, mit Pfauenfederstoß